# غواص مقدس (ترانه)
«غواص مقدس» عنوان اولین تک‌آهنگ گروه هوی متال دیو است. این آهنگ در آلبوم ای‌پی غواص مقدس منتشر شد و توانست در جدول مین‌استریم راک مقام ۴۰ را از آن خود کند. همچنین این قطعه به یکی از محبوب‌ترین آهنگ‌های دیو مشهور است.
در سال ۲۰۰۹ ترانه «غواص مقدس» در جدول برترین‌های راک تلویزیون وی‌اچ۱ در رده ۴۳ قرار گرفت.

## ویدئو
ویدئویی که برای این آهنگ تهیه شد توسط آرتور الیس کارگردانی شد. در این ویدئو، دیو نقش یک انسان وحشی را بازی می‌کند که در میانه یک شهر در حال سقوط است. در ابتدا او دو نفر را با شمشیر خود می‌کشد اما آن‌ها به جای جان دادن تبدیل به موش می‌شوند. بعدها او با آهنگری آشنا می‌شود و آن آهنگر شمشیر او را دوباره می‌سازد.

## اجراهای مجدد
فهرست گروه‌ها و هنرمندانی که این آهنگ را مجدداً اجرا کردند به صورت زیر است:
- پت بون، در آلبوم یک حس متالی:نه بیشتر آقای بچه خوشگل با همکاری رانی جیمز دیو به عنوان صدای همخوان.
- گروه متال‌کر کیل‌سویچ انگیج، این آهنگ را به صورت اجرای مجدد در آلبوم گردآوری شده ولتاژ بالا!:یک پیشینه کوتاه برای راک ضبط کرد.
- گروه فولک متال اوتیگ این آهنگ را به صورت دوباره نوازی و اجرای زنده ضبط کرده‌است.
- گروه فنلاندی الاکلایست نسخه‌ای از این آهنگ را در سبک هامپا[۳] در آلبوم Humppamaratooni منتشر ساخته است.
- گروه سام ۴۱ این آهنگ را به صورت اجرای مجدد با گیتار آکوستیک برای برنامه‌ای در ام‌تی‌وی اجرا کرده‌است.
- چیلدرن آو بادم در ریف ابتدایی ترانه «سقوط» در اجرای زنده از «غواص مقدس» الهام گرفته‌است. این ترانه را می‌توان در آلبوم سال‌های هرج و مرج پرده محراب یافت.
- گروه سانز آو باچر نیز این آهنگ را در کنسرتی نواختند.
- تینیشز دی نیز قسمتی از «غواص مقدس» را در اجرای زنده‌ای اجرا کرده‌است.
- هولی‌هل در چندین اجرای زنده این آهنگ را اجرا کرده‌است.